# لاورنتز شوارتز
لُران شوارتز (فرانسوی: Laurent Schwartz‎; ۵ مارس ۱۹۱۵ – ۴ ژوئیهٔ ۲۰۰۲) ریاضیدان فرانسوی، فعّال در حوزهٔ آنالیز ریاضی بود.
وی همچنین برندهٔ جوایزی همچون مدال فیلدز شده‌است.